# 杨家厂镇
杨家厂镇，是中华人民共和国湖北省荆州市公安县下辖的一个乡镇级行政单位。

## 行政区划
杨家厂镇下辖以下地区：
杨家厂社区、涂郭巷社区、青吉村、福利村、绿化村、仁和村、荆和村、马龙村、青罗村、荆中村、沿江村、长江村、新洲村、五洲村、新江村、红胜村、农丰村、沅兴村、国胜村和赵家村。